# ريان بويل (كاتب)
ريان بويل (بالإنجليزية: Ryan Buell)‏ هو كاتب أمريكي، ولد في 8 يوليو 1982 في كوري في الولايات المتحدة.

## وصلات خارجية
- ريان بويل على موقع IMDb (الإنجليزية)
- ريان بويل على موقع قاعدة بيانات الفيلم (الإنجليزية)